# Uncle Kracker
Matthew Shafer, noto come Uncle Kracker (Mount Clemens, 6 giugno 1974), è un cantante e musicista statunitense.

## Biografia
Originario del Michigan, inizia a collaborare fin da giovane con Kid Rock; collaborando con lui come vocalist e DJ in diverse tracce dell'album Early Mornin' Stoned Pimp (1999) e in The History of Rock (2000).
Nel giugno 2000 pubblica il suo primo album Double Wide (Lava Records), prodotto proprio dall'amico Kid Rock. Questo primo album raggiunge la posizione numero 7 della classifica Billboard 200.
Il suo secondo album in studio esce nell'agosto 2002 ed è intitolato No Stranger to Shame, anticipato dal brano Drift Away, featuring Dobie Gray.
Nel giugno 2004 esce il terzo album a cui collaborano Phil Vassar, Bret Michaels e Kenny Chesney.
Nel settembre 2009 viene pubblicato da Top Dog/Atlantic Records il quarto album Happy Hour, prodotto da Rob Cavallo. Questo disco viene fatto seguire, nel giugno 2010, da un EP con canzoni riarrangiate.
Nel novembre 2012 viene diffuso il quinto album in studio Midnight Special, prodotto da Keith Stegall e etichettato Sugar Hill Records.

## Discografia

### Album studio
- 2000 - Double Wide
- 2002 - No Stranger to Shame
- 2004 - Seventy Two and Sunny
- 2009 - Happy Hour
- 2012 - Midnight Special

### EP
- 2010 - Happy Hour: The South River Road Sessions